# NGC 5784
NGC 5784 ist eine 12,4 mag helle Linsenförmige Galaxie vom Hubble-Typ S0 im Sternbild Bärenhüter und etwa 245 Millionen Lichtjahre von der Milchstraße entfernt. 
Sie wurde am 9. April 1787 von Wilhelm Herschel mit einem 18,7-Zoll-Spiegelteleskop entdeckt, der sie dabei mit „pB, vS, stellar“ beschrieb.